# Шариська височина
Шариська височина (словац. Šarišská vrchovina), — гірський масив на півдні Шариша, частина Подгуольно-Магурського пасма.
- Довжина з півночі на південь 30 км
- Ширина 12 — 15 км,
- Площа 300 км²

Найвища точка — гора Смрековиця, 1200 м. Покриті в основному буково-ялиновими лісами з переважанням ялини. На території масиву знаходиться декілька заповідників. Найвідвідуваніші — Салваторський лук, Шаришський Градний Врх і Каменна Баба.

## Визначні пам'ятки
- Лачновський каньйон зі скелею Мойжішов Стлп (Моїсєєв Стовп)
- Місто Пряшів
- Замок Фрічовце
- Гірськолижні центри

## Клімат
Кількість опадів 600 — 780 мм на рік, середня температура січня −4 −6, липня 14,5— 18 °C, сніговий покрив триває 70 — 120 днів.

## Річки
- Квачанський потік
- Патьовський потік[1]
- Сопотниця